# Aphrophora permutata
Aphrophora permutata är en insektsart som beskrevs av Philip Reese Uhler 1872. Aphrophora permutata ingår i släktet Aphrophora och familjen spottstritar. Inga underarter finns listade i Catalogue of Life.